# Басараб IV Цепелуш
Басараб IV по прякор Тинар (Младия) или Цепелуш (Малкия набивач на кол – по примера на Влад Цепеш) (на румънски: Basarab cel Tânăr Țepeluș) е войвода на Влашко два пъти – през 1477 – 1481 и през 1481 – 1482 г.

## Управления
Първото му управление започва през ноември 1477 г., когато отстранява от трона чичо си Басараб III. Налага му се да противостои на двама претенденти за властта – Мирчо III Дракул и Влад IV Монах.
Управлява до 23 март 1482 г., а после е убит от болярите на 13 юли същата година в село Глогова в областта Олтения. Не е известно къде е погребан.

## Семейство
Басараб IV е женен за Мария, от която има син Данчул, претендент за трона през 1508/1510 г. с подкрепата на унгарците. Данчул е убит в Сибиу на 12 март 1510 веднага след като в същия ден взема участие в убийството на княз Михня I Реу.
Смята се, че Нягое I Басараб също е син на Басараб, но незаконороден. Официално Нягое се води син на болярина Първу I Крайовеску и съпругата му Няга, но според хипотезата на изследователя Андрей Пипиди след като Мария, съпругата на Басараб, е задържана в плен от неприятелите му, той се опитва да направи размяна между нея и една от дъщерите на своя конкурент Басараб III Стария. Предвидената размяна обаче се проточва дълго и затова Басараб IV заплашва, че ще се разведе с Мария. Според църковния канон това не е възможно, но това не пречи на Басараб да започне любовна връзка с болярката Няга от Хотарани. След като тя забременява от него, Басараб IV я омъжва за един от своите приближени, Първу I Крайовеску, който се съгласява да припознае детето, бъдещия Нягое Басараб.